# Joel Cox
Joel Cox (Los Angeles, Kalifornia, 1942. április 2. –) Oscar-díjas amerikai vágó.

## Élete
Csecsemőként már az 1942-es Megtalált évek című filmben szerepelt. Első vágó asszisztensi állását a Vad bandában kapta Sam Peckinpah filmrendezőtől. Az 1976-os Kedvesem, isten veled c. film óta harminc filmen dolgozott Clint Eastwooddal közösen.

## Filmjei
| Év   | Eredeti cím                             | Magyar cím                    | Rendező        |
| ---- | --------------------------------------- | ----------------------------- | -------------- |
| 1975 | Farewell, My Lovely                     | Kedvesem, isten veled         | Dick Richards  |
| 1976 | The Enforcer                            | Az igazságosztó               | James Fargo    |
| 1977 | The Gauntlet                            | A vesszőfutás                 | Clint Eastwood |
| 1978 | Every Which Way But Loose               | Mindenáron vesztes            | James Fargo    |
| 1980 | Bronco Billy                            | Bronco Billy                  | Clint Eastwood |
| 1982 | Death Valley                            |                               | Dick Richards  |
| 1982 | Honkytonk Man                           | Lebujzenész                   | Clint Eastwood |
| 1983 | Sudden Impact                           | Az igazság útja               | Clint Eastwood |
| 1984 | Tightrope                               | Kötéltánc                     | Richard Tuggle |
| 1985 | Pale Rider                              | Fakó lovas                    | Clint Eastwood |
| 1986 | Ratboy                                  |                               | Sondra Locke   |
| 1986 | Heartbreak Ridge                        | Halálhágó                     | Clint Eastwood |
| 1988 | Bird                                    | Bird - Charlie Parker élete   | Clint Eastwood |
| 1989 | Pink Cadillac                           | Rózsaszín Cadillac            | Buddy Van Horn |
| 1990 | White Hunter Black Heart                | Az elefántvadász              | Clint Eastwood |
| 1990 | The Rookie                              | A zöldfülű                    | Clint Eastwood |
| 1992 | Unforgiven                              | Nincs bocsánat                | Clint Eastwood |
| 1993 | A Perfect World                         | Tökéletes világ               | Clint Eastwood |
| 1995 | The Stars Fell on Henriett              | Henrietta csillaga            | James Keach    |
| 1995 | The Bridges of Madison County           | A szív hídjai                 | Clint Eastwood |
| 1997 | Absolute Power                          | Államérdek                    | Clint Eastwood |
| 1997 | Midnight in the Garden of Good and Evil | Éjfél a jó és rossz kertjében | Clint Eastwood |
| 1999 | True Crime                              | Az igazság napja              | Clint Eastwood |
| 2000 | Space Cowboys                           | Űrcowboyok                    | Clint Eastwood |
| 2002 | Blood Work                              | Véres munka                   | Clint Eastwood |
| 2003 | Mystic River                            | Titokzatos folyó              | Clint Eastwood |
| 2003 | The Blues: Piano Blues                  |                               | Clint Eastwood |
| 2004 | Million Dollar Baby                     | Millió dolláros bébi          | Clint Eastwood |
| 2006 | Flags of Our Fathers                    | A dicsőség zászlaja           | Clint Eastwood |
| 2006 | Letters from Iwo Jima                   | Levelek Ivo Dzsimáról         | Clint Eastwood |
| 2008 | Changeling                              | Elcserélt életek              | Clint Eastwood |
| 2008 | Gran Torino                             | Gran Torino                   | Clint Eastwood |

## Díjak és jelölések
Joel Cox nyert Oscar-díjat, két másik díjat és jelölve volt további hatra.
Oscar-díj
- 1993 - Díj a legjobb vágásért (Nincs bocsánat)
- 2005 - Jelölés a legjobb vágásért (Millió dolláros bébi)

BAFTA-díj
- 2009 - Jelölés a legjobb vágásért (Elcserélt életek)